# Zenith Bank
Zenith Bank — нигерийский банк. Его сеть насчитывает 440 отделений, помимо Нигерии работает в других странах Африки: Гана (с 2005 года, 28 отделений), Гамбия  (с 2009 года, 6 отделений) и Сьерра-Леоне (с 2008 года, 7 отделений), а также в Великобритании, Объединённых Арабских Эмиратах и КНР.
Банк был основан в мае 1990 года. В 2004 году разместил свои акции на Нигерийской фондовой бирже, а в 2013 году — на Лондонской. В 2007 году был создан дочерний банк в Великобритании, в 2016 открыто отделение в ОАЭ, в 2011 году — представительство в КНР.